# Pungarabato
Pungarabato é um dos 85 municípios que compõem o estado de Guerrero, no México. Faz parte da região Tierra Caliente do estado e sua capital é Ciudad Altamirano.

## Geografia

### Localização e extensão
O município de Pungarabato está localizado no noroeste do estado de Guerrero, na região de Tierra Caliente, nas coordenadas geográficas 18° 25' de latitude norte e 100° 31' e 100° 43' de longitude oeste. Limita-se ao norte com o estado de Michoacán e o município de Cutzamala de Pinzón; ao sul com os municípios de Tlapehuala, Ajuchitlán del Progreso e Coyuca de Catalán; a oeste também com Coyuca de Catalán e a leste com Tlapehuala. Possui uma área territorial total de 212,3 km², representando 0,33% da área total do estado.

### Relevo e hidrografia
O município é composto por três tipos de relevo. O relevo acidentado, onde as altitudes variam de 400 a 1.050 metros acima do nível do mar, corresponde a cerca de 20% do território. Algumas das principais elevações são Cerro del Carrizo, La Campana, Pueblo Viejo, Tres Piedras, El Banquito, El Tecolote e La Minería. O relevo semiplano cobre 10% da área municipal e é composto principalmente por colinas com declives suaves. As áreas planas são as maiores, cobrindo 70% do município e são formadas por vales formados pelos rios Cutzamala e Balsas .
O território do município faz parte da região hidrológica da Bacia do Balsas. Alguns rios importantes são o próprio rio Balsas e o Cutzamala. Riachos como o El Chacamero, um afluente do Cutzamala, são de regime perene. Outros riachos do município são o Correra, Pinzas, Los Muertos e Huirunche.

### Climas e ecossistemas
Em particular, o município de Pungarabato é muito quente, apresentando um clima tropical com estação seca, com chuvas no verão e uma temperatura média que varia entre 26 e 28°C.  É importante destacar que a temperatura é um elemento muito variável na região. Durante o inverno, em meses como dezembro, o termômetro pode cair até 25°C de mínimas e, no verão, em meses como maio, pode atingir temperaturas de 40°C de máximas. A precipitação é abundante entre junho e setembro, com uma precipitação média anual de 1.000 a 1.100 mm.
Em relação à flora, o tipo aquático é abundante - haja vista que o município é cercado por rios -, ao passo que a vegetação de floresta caducifólia ocupa uma parte menor no território. Também há agricultura de sequeiro em partes do oeste. Existem duas espécies de árvores que se destacam no município por seu uso como recurso natural: a primeira delas é a Caesalpinia coriaria, que é usada para curtir peles; já a outra é a Licania arborea, cujas sementes são usadas para a fabricação de sabão. Em relação à fauna, as diferentes espécies de animais que existem em sua maioria são o coiote, o veado, o coelho, o gambá, o guaxinim, a lebre, a cascavel, o cuinique, o tatu, o gato selvagem, dentre outros.